# Camden Town

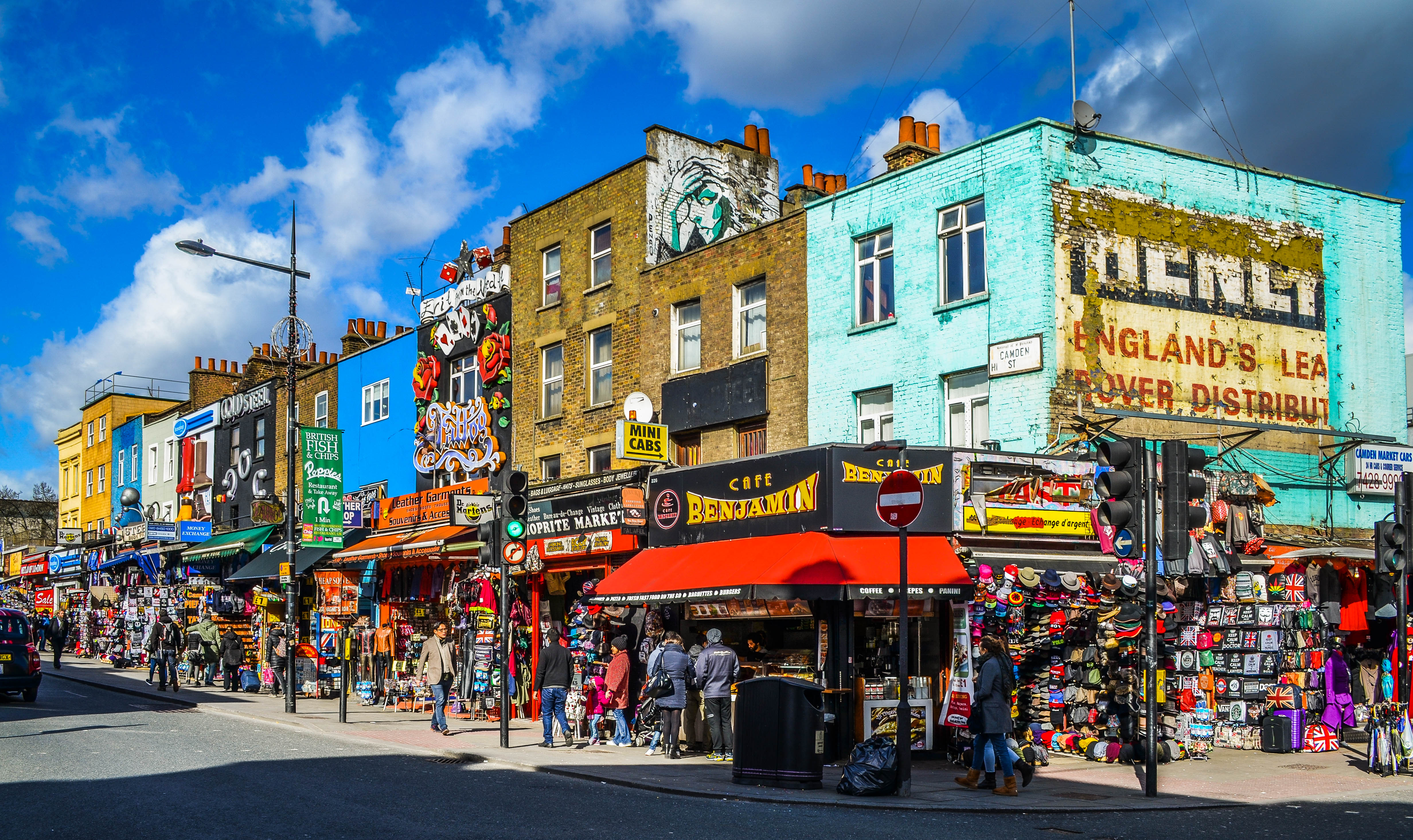

Camden Town es un barrio del noroeste de Londres, que está situado en el municipio de Camden. Es famoso por albergar uno de los mercados callejeros más variados y extravagantes de todo Londres. El barrio está localizado a 3,7 km al noroeste de Charing Cross. El área recibe cada fin de semana oleadas de turistas de todos los rincones del mundo y es un centro de modos de vida alternativos. Camden Town es vista como la capital del rock alternativo del Reino Unido.

## Atracciones
El Regent's Canal discurre a través del norte de Camden Town, su recorrido que pasa a través del Zoo de Londres es un bonito y popular paseo en verano.
Los viajes en bote sobre el canal, desde 
Camden Lock son también interesantes. Uno de los canales-puentes más famosos es Macclesfield Bridge, es conocido como "Blow-up Bridge", fue el lugar de Londres con la explosión más grande pre-bélica, donde una carga con dinamita explotó en 1874.
Camden Lock es un doble canal tradicional operando entre niveles separados. Un gran complejo de calles ha brotado desde la década de los 70.
No muy lejos se encuentra Regent's Park, un gran y silencioso parque lugar de caza de Enrique VIII. Hay espectaculares jardines de rosas brotando en primavera, un lago, con patos siempre hambrientos, y lugar de juegos para muchos niños. Hay una gran cantidad de ardillas en otoño. London Zoo se encuentra al norte del parque.
The Roundhouse es un raíl construido en 1847 por el London and Birmingham Railway. Tiene varios usos y se reabrió como recinto para espectáculos escénicos en 1960. Desde el 2006 es mayoritariamente usado como teatro.
Hay muchas tiendas, bares restarurantes y cafés. El área del sur de la estación del metro es la típica calle de Londres, hacia el norte encontramos los mercados y atracciones típicas del lugar. Hay varias escuelas de inglés en el área.
En este barrio londinense fue donde vivió y murió la cantante Amy Winehouse por una intoxicación etílica.

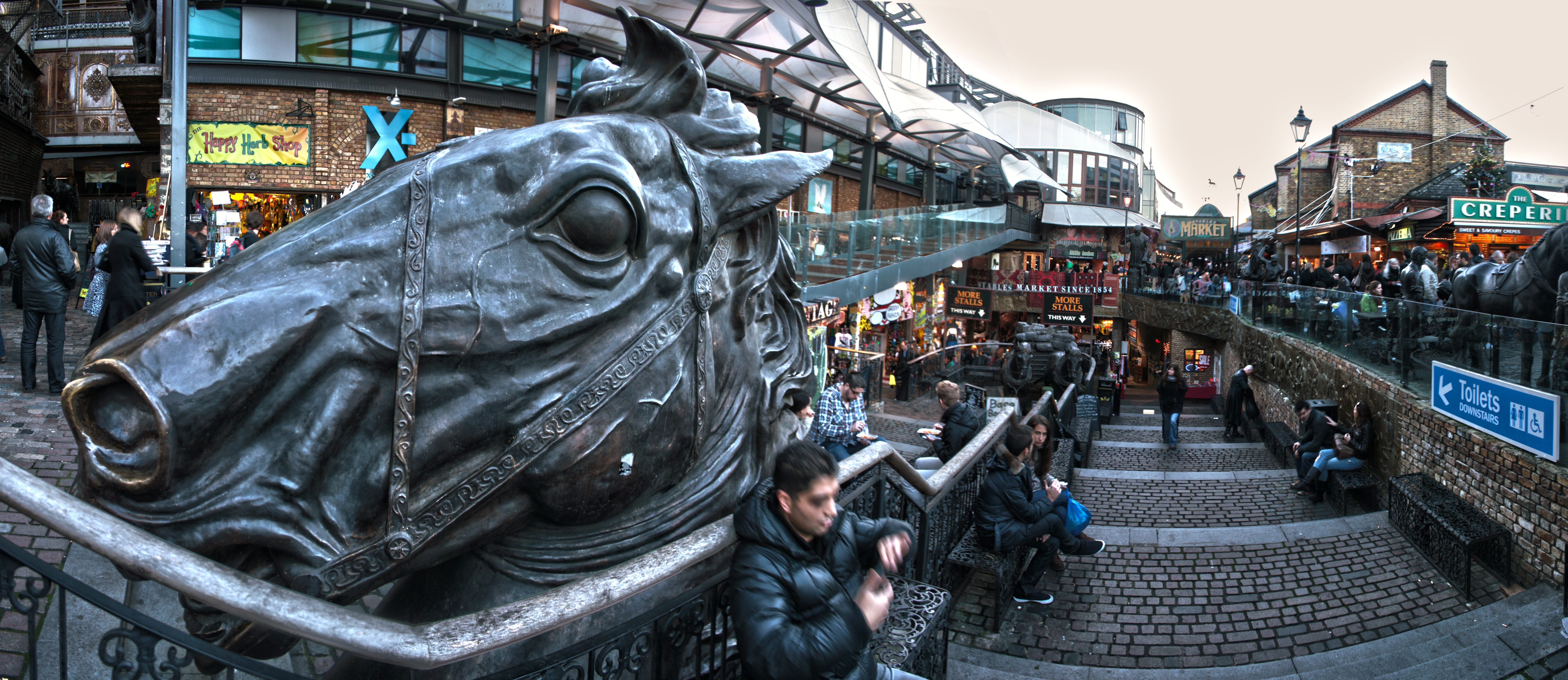
Camden Lock Market

## Tiendas, bares y restaurantes
- El "Black Cap" pub de Camden High Street tiene licencia nocturna. Tiene como destino principal a homosexuales de ambos sexos. A menudo confundido con el ficticio "Mother Black Cap" aparecido en la película inglesa de culto "Withnail and I", el nombre "Mother Black Cap" es una contracción de "The Black Cap" y el anterior "The Mother Red Cap", situado cerca y hoy en día conocido como "Worlds End" (ver abajo). Es el pub usado para rodar el exterior del "Mother Black Cap" en la película está en Nothing Hill, London W11, y que recientemente ha cambiado su nombre a "The Mother Black Cap" para reflejar su fama.)
- "The World's End" es un pub desde 1778. Conocido inicialmente como "The Mother Red Cap" y después "The Red Cap",está en Camden Road cerca de la estación de metro de Camden Town.
- "The Underworld" es un alojamiento de música en directo con capacidad para 500 personas, ubicado debajo de The World's End.
- "Koko's", Formalmente llamado "The Camden Palace", es el lugar más grande para oír y bailar rock en Camden High Street cerca de la estación de metro Mornington Crescent tube station. Está junto al famoso Goon Show, y en 2006 se grabó el Channel 4's Album Chart Show.
- "The Edinboro Castle", es un gastropub con una terraza en verano; pegado a la residencia de Dylan Thomas.
- The Hawley Arms, junto al puente de Camden Lock.
- "The Dublin Castle" es un pub Irlandés y alojamiento musical, y ha acogido a Blur, Travis y Madness, entre otras bandas.
- "The Lock Tavern", un pub en el lado contrario de the Camden Lock market con dos bares, terraza y jardín.
- "The Oh!" Bar en la esquina de Camden High Street y Delancey Street tiene desde 2006 wireless gratis para usuarios con ordenadores portátiles.
- "The Camden Tup"
- "The Purple Turtle", pequeña avenida musical cerca de Mornington Crescent
- "Electric Ballroom", club nocturno de música en directo y otros espectáculos incluyendo performances de AFI y Sick of it All
- "Quinns" es un Pub Irlandés en the Kentish Town Road, ofrece una amplia gama de cervezas de todos los estilos.
- "The Devonshire Arms", pub gótico, comúnmente conocido como "The Dev"
- "The Ice Wharf", a Lloyds No1 Bar.
- "Lock 17"
- "The Camden Barfly", música en directo.
- "The Good Mixer" famoso pub localizado en Inverness Street. Lugar habitual de integrantes de grupos de Britpop, especialmente Graham Coxon de Blur, Noel y Liam Gallagher de Oasis.
- "The New Goodfare" es un simple restaurante/cafe que ha estado en la esquina de Parkway and Arlington Road durante muchos años.
- Una gran y continuamente cambiante aglomeración de restaurantes de fast food y cafés, tanto cadenas (KFC, McDonald's, Burger King, Wagamama, Subway) como independientes.
- Hay muchos puestos en los mercados vendiendo muchos tipos de comidas de diferentes nacionalidades, sobre todo en el área del Stables Market. Muchos puestos venden la comida que les sobra al final del día a mitad de precio, desde las 18:00 hasta las 19:00.

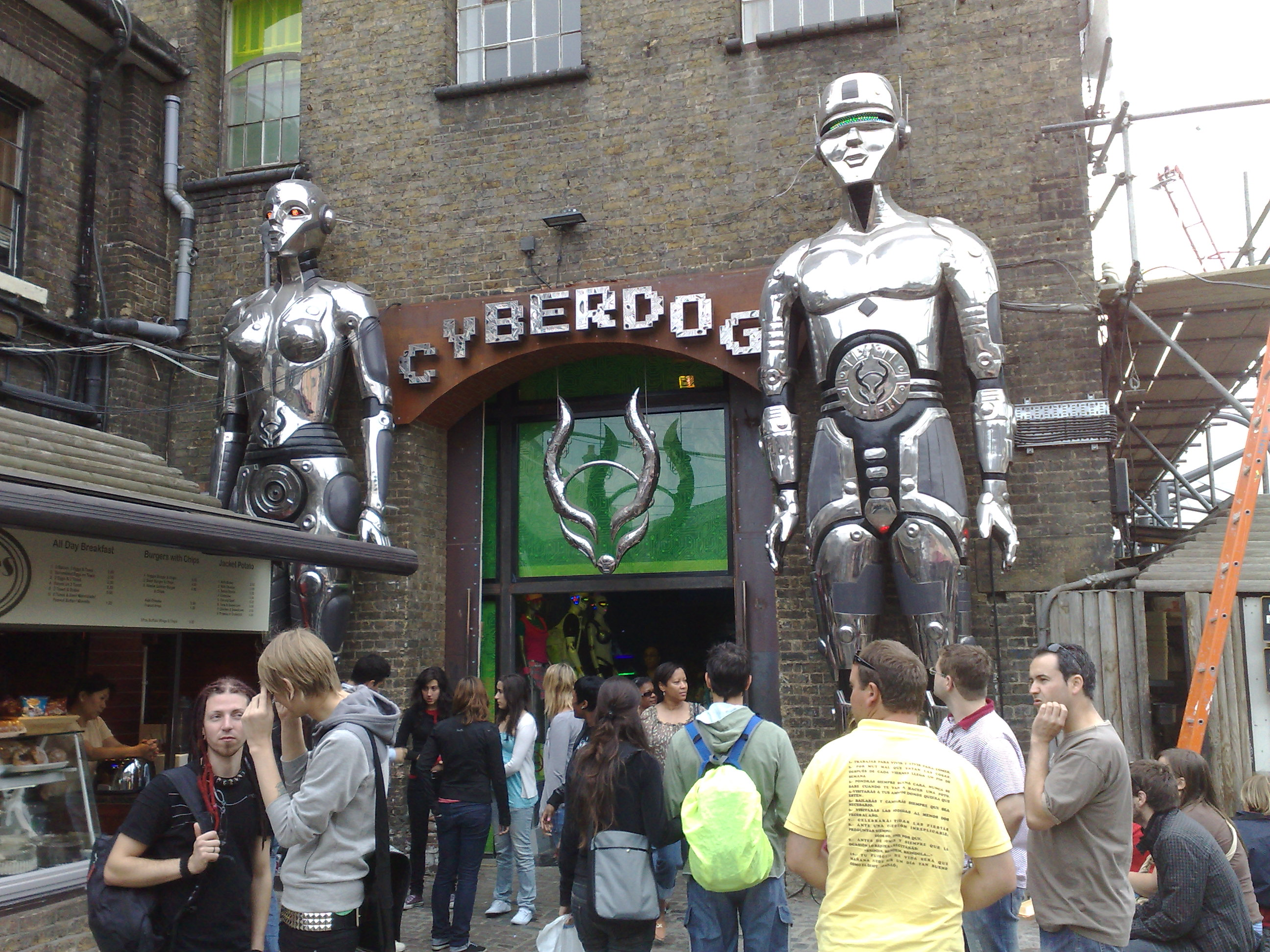
Tienda Cyberdog en Camden.

- Cyberdog, esta tienda de estética cyberpunk tiene dos plantas dedicadas al comercio de todo tipo de ropa, complementos fosforescentes y juguetes eróticos con un ambiente radical, lleno de luces y flashes, música a volumen de discoteca (hay djs pinchando Trance Psicodélico en directo) y gogós bailando hacen de esta tienda una de las más llamativas, originales y extravagantes, de Camden.

## Incidentes
El 10 de febrero de 2008 un incendio asoló las calles de Camden Town. Famosos locales de la zona como The Hawley Arms fueron pasto de las llamas. No hubo heridos ni víctimas mortales, si bien hubo cuantiosos daños materiales. El incendio se originó en una de las paradas de Camden Lock.

### Lugares de Interés
- Camden Lock
- Camden Lock Market y otros mercados callejeros

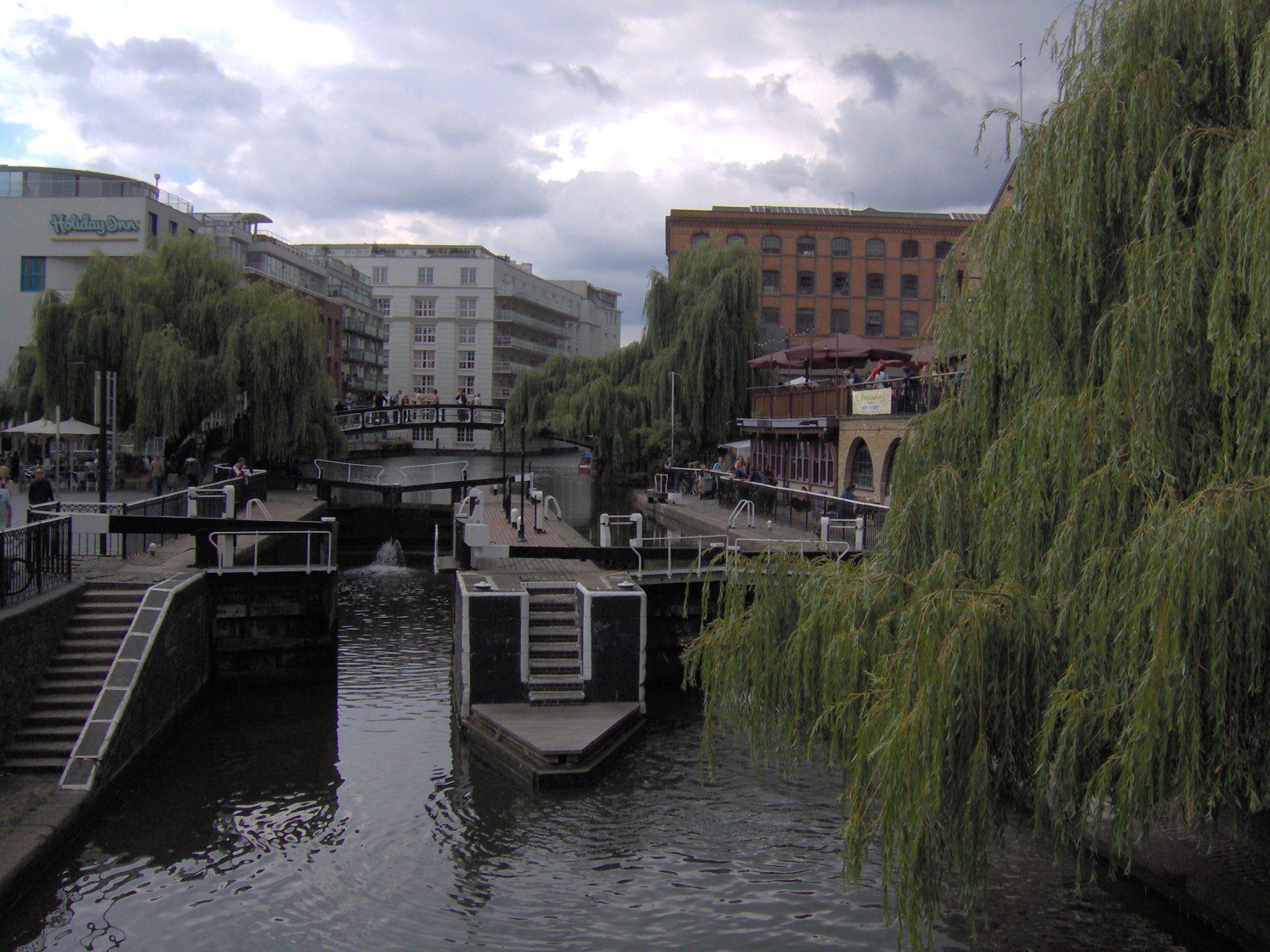

- Museo Judío
- London Zoo
- Regent's Canal and its towpath
- Regent's Park
- The Roundhouse

## San Pancracio Old Church
- St Michael's Church, Camden